# 丸の内病院
社会医療法人抱生会丸の内病院（いりょうほうじんほうせいかいまるのうちびょういん）は長野県松本市渚一丁目にある社会医療法人抱生会が営む病院。二次救急指定病院。2007年に同市開智から現在地に移転した。

## 沿革
- 1944年 - 石川島芝浦タービン松本工場診療所として開院
- 1945年 - 現在のテレビ信州松本総局（旧本社）に、石川島芝浦タービン株式会社付属丸の内病院として開設
- 1968年 - 開智小学校移転開校のため閉校となった田町小学校跡地に、病院新築移転（地籍は松本市開智）
- 2007年 - 現在地に移転

## 診療科
- 内科
- 外科
- 循環器科
- 消化器科
- 呼吸器科
- 肛門科
- 小児外科
- 整形外科
- リウマチ科
- 産科・婦人科
- 放射線科
- リハビリテーション科
- 麻酔科

## 交通機関
- JR篠ノ井線 松本駅西口から徒歩約20分
- JR大糸線北松本駅から徒歩10分
- 松本駅西口から松本市西部地域コミュニティバス 松本島内線「小宮行き」または「ラーラ松本行き」に乗車 約13分、丸の内病院で下車。
  - かつてはA線（島内平田線）として新村駅 - 和田出張所 - 二子団地 - 平田駅もあった。

## 周辺
- なぎさライフサイト